# Península El Páramo
La península El Páramo es un accidente geográfico situado en el mar Argentino del océano Atlántico, en el sector nordeste de la isla Grande de Tierra del Fuego, en la región austral de América del Sur. Pertenece al departamento Río Grande, de la provincia de Tierra del Fuego, Antártida e Islas del Atlántico Sur en el sur de la Patagonia argentina. Su área central se encuentra localizada en las coordenadas: 53°05′12.34″S 68°13′56.46″O / -53.0867611, -68.2323500. Esta península posee costas bajas, arenosas y limosas, con abundantes guijarros. Presenta notables amplitudes de marea. Cierra por el nordeste el amplio saco de aguas someras llamado bahía de San Sebastián. 

## Descripción geográfica
La península El Páramo es una extensa lengua de cantos rodados y baja altura que penetra profundamente en el mar circundante, siendo el remate austral de un cordón litoral de altas barrancas que nace en la chilena punta Catalina. 
Posee una longitud de 16,4 km y un ancho máximo de 1200 metros, el cual separa sus dos escotaduras, la septentrional cuenta con un ancho mínimo de unos 500 metros en pleamar, mientras que la austral es una larga lonja 6 km con sus bordes notablemente paralelos y próximos entre sí, con un ancho casi constante de 115 metros en pleamar. Su extremo es el cabo denominado punta de Arenas. Sus playas son de poca pendiente y de arenas gruesas. 
Esta península separa a la bahía de San Sebastián –situada hacia el oeste– de las aguas abiertas del mar Argentino –situadas hacia el este. Presenta una orientación general de rumbo noroeste-sudeste. 
Características geológicas
Geológicamente su estructura está compuesta por materiales marinos depositados luego del último periodo glacial. En el retroceso de los acantilados ubicados al norte del cabo Nombre se encuentra el origen de los principales aportes de clastos que provocan el crecimiento de esta espiga.
Entre los tipos petrográficos identificados en los depósitos litorales de esta península se encuentran rocas riolíticas (riolita y dacita), toba silicificada, rocas milonitizadas y silicificadas, basalto, lutita, cuarzo, arenisca arcósica con cemento carbonático, y muy escasamente nódulos de calcedonia, roca muy escasa en la región, la cual ha sido intensamente buscada y utilizada por los cazadores-recolectores que ocuparon el sector norte de la isla Grande de Tierra del Fuego.
Características climáticas
Es una zona de las más ventosas del planeta, con vientos fuertes que soplan durante todo el año, más aún durante la primavera, principalmente del cuadrante oeste y sudoeste, pudiendo superar los 100 km/h.
El clima es semiárido, con una temperatura media anual de unos 5,5 °C, las precipitaciones anuales (uniformemente distribuidas) rondan los 300 mm, siendo las invernales en forma de nieve. En la clasificación de Papadakis se lo incluye en el clima estépico de «pradera patagónica», muy favorable para la producción de pasto y para la ganadería ovina.
Características oceanográficas
Las amplitudes de marea son notables en el área, llegando a un máximo cercano a los 10 m. Durante la pleamar las aguas marinas penetran en la bahía de San Sebastián, pero en la bajamar quedan expuestas dos veces por día 160 000 ha de limos de su lecho marino.
Características biológicas
Además de contar con la presencia de numerosas especies de aves marinas costeras, sus playas sirven como estación final de descanso y alimentación en el verano austral para las enormes migraciones que llegan allí todos los años de aves limícolas neárticas, como son los chorlos y playeros de las familias escolopácidos y carádridos, destacando los porcentajes poblacionales de algunas especies: el 13 % de la población americana del playero rojizo (Calidris canutus), el 43 % de la población sudamericana de la becasa de mar (Limosa haemastica), el 32 % de la población atlántica del playerito rabadilla blanca (Calidris fuscicollis), e importantes números de las poblaciones americanas del playero blanco (Calidris alba), del playero trinador (Numenius phaeopus), del vuelvepiedras (Arenaria interpres), etc.
Fitogeográficamente se encuentra en la región de las estepas magallánicas del sector norte de la isla Grande, pertenecientes al distrito fitogeográfico patagónico fueguino de la provincia fitogeográfica patagónica.
Ecorregionalmente pertenece a la ecorregión terrestre pastizales patagónicos, mientras que sus aguas oceánicas se incluyen en la ecorregión marina plataforma patagónica.

## Historia
Primitivos habitantes

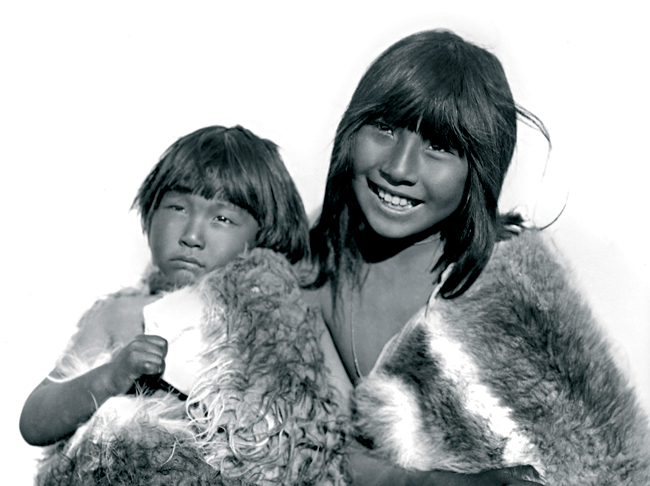
Niños selknam.

Los originales pobladores de esta península eran amerindios de la etnia selknam, los que fueron exterminados a principios del siglo XX.
Establecimiento “El Páramo”

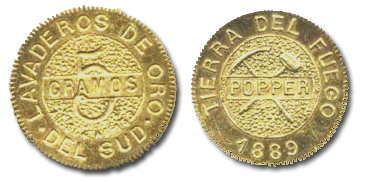
Moneda de 5 gramos de oro de Julio Popper.

En el año 1886 el explorador y pionero rumano ingeniero Julio Popper se asentó en la base de esta península con el objetivo de instalar lavaderos de oro, por lo que fundó el establecimiento “El Páramo”.
Hasta su muerte, ocurrida en el año 1893, empleó con gran éxito una máquina lavadora de arenas auríferas que él mismo inventó y patentó, logrando con ellas obtener, allí y en otros yacimientos cercanos, alrededor de un cuarto de tonelada de oro. 
Al declinar la actividad extractiva de arenas auríferas, el establecimiento fue completamente abandonado. Posteriormente, la construcción de un camino borró los rastros de las estructuras, así como parte de un cementerio de mineros, siendo el remanente de este lo único que aún quedaba del establecimiento hacia principios del siglo XX. El paraje fue declarado «lugar histórico nacional» mediante el artículo 11 del decreto nacional n.º 64 del año 1999.
Faro
En su extremo se encuentra el Faro Páramo de la Armada Argentina. Funciona de manera automática, ya que no cuenta con personal que lo habite. Este faro fue librado al servicio en marzo de 1924.

## Acceso
Se accede desde la ruta nacional 3 mediante una senda de tierra que parte hacia el este, a la altura del centro administrativo de la sección «Baños», y que conduce al paraje Puerto Páramo Chico, en la base de esta península. Se encuentra en campos pertenecientes a la sección «Baños» del establecimiento de ovinocultura «Estancia Río Cullén».    